# Homalura
Homalura is een vliegengeslacht uit de familie van de halmvliegen (Chloropidae).

## Soorten
- H. dumonti Séguy, 1934
- H. flava Brullé, 1833
- H. tarsata Meigen, 1826